# Dança comigo (Vem ser feliz)
Chansons représentant le Portugal au Concours Eurovision de la chanson
Coisas de nada
(2006) Senhora do mar (Negras águas)
(2008)
Dança comigo (Vem ser feliz) (en français Danse avec moi (Viens être heureux)) est la chanson représentant le Portugal au Concours Eurovision de la chanson 2007. Elle est interprétée par Sabrina (pt).

## Eurovision
Le diffuseur Radio-télévision du Portugal organise le Festival da Canção, le concours de chanson portugais permettant de choisir le représentant du Portugal pour le Concours Eurovision de la chanson. Il retient dix productions créées en langue portugaise (à l'exception d'une petite partie de la chanson qui pouvait être dans n'importe quelle langue autre que le portugais), conformément au règlement.
L'émission finale a lieu le 10 mars 2007. Le télévote choisit largement Dança comigo (Vem ser feliz).
La chanson en portugais comprend un vers en français et deux vers en anglais dans le troisième couplet pour le Concours.
La chanson est d'abord présentée lors de la demi-finale le jeudi 10 mai 2007. La chanson est la dix-septième de la soirée, suivant Malá dáma interprétée par Kabát pour la Tchéquie et précédant Mojot svet interprétée par Karolina Gotchéva pour la Macédoine.
La performance portugaise met en vedette Sabrina vêtue d'une robe blanche courte exécutant une danse avec cinq danseurs (Ana Ferreira, Ana Gonçalves, Andreia, Cláudia Soares et Nélson Araújo) également vêtus d'argent, trois d'entre eux sont aussi choristes et utilisent d'énormes ventilateurs réversibles tout au long de la représentation. Les écrans LED affichent des panneaux rouges tourbillonnants.
À la fin des votes, la chanson obtient 88 points et finit à la onzième place sur vingt-huit participants. Elle ne fait pas partie des dix premières chansons qui sont sélectionnées pour la finale.

### Points attribués au Portugal (?) lors de la demi-finale
| 12 points | 10 points          | 8 points              | 7 points                             | 6 points                     |
| --------- | ------------------ | --------------------- | ------------------------------------ | ---------------------------- |
| - Andorre | - France - Pologne | - Espagne - Suisse    | - Allemagne - Biélorussie - Moldavie | - Arménie                    |
| 5 points  | 4 points           | 3 points              | 2 points                             | 1 point                      |
|           | - Pays-Bas         | - Belgique - Lettonie |                                      | - Chypre - Serbie - Slovénie |